# San Isidro, Bắc Samar

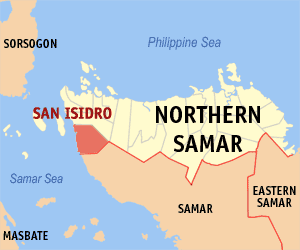
Bản đồ Northern Samar với vị trí của San Isidro

San Isidro là một đô thị hạng 4 ở tỉnh Bắc Samar, Philippines. Theo điều tra dân số năm 2000, đô thị này có dân số 22.847 người trong 4.484 hộ. 

## Barangay
San Isidro được chia thành 14 barangay.
- Alegria
- Balite
- Buenavista
- Caglanipao
- Happy Valley
- Mabuhay
- Palanit
- Poblacion Norte
- Poblacion Sur
- Salvacion
- San Juan
- San Roque
- Seven Hills
- Veriato